# Daymare: 1998
Daymare: 1998 ist ein 2019 erschienenes Computerspiel. Das Spiel wurde von Invader Studios entwickelt und Destructive Creations und All in! Games veröffentlicht. Am 30. August 2023 erschien ein Prequel unter dem Namen Daymare: 1994 Sandcastle für die PlayStation 4, PlayStation 5, Switch, Xbox One, Xbox Series und Microsoft Windows.

## Spielprinzip
Das Spiel spielt im Jahr 1998 im Aegis Laboratory, einer geheimen Regierungseinrichtung, die auf der Insel North Blue Two errichtet wurde. Die Handlung verlagert sich nach Keen Sight, einer kleinen und friedlichen Stadt in Idaho, umgeben von einem endlosen Wald. Man spielt im Spiel drei verschiedene Charaktere Liev, David „Raven“ Hale und Samuel Walker.
Wenige Stunden nach der letzten Notmeldung von Aegis bezüglich des Lecks einer extrem tödlichen experimentellen BC-Waffe schickt das Verteidigungsministerium zwei Teams von H.A.D.E.S. Agenten, die das Keen-Sight-Hauptquartier von Hexacore Biogenetics verlassen, um die Ursache des Unfalls zu untersuchen. Der Spieler muss streng geheime Forschungsergebnisse und Proben bergen und alle Beweise für das, was passiert ist, vernichten, bevor das automatische Sicherheitssystem das gesamte Gelände säubert.

## Entwicklung
Das Projekt entstand als Ergebnis der Arbeit an „Resident Evil 2 Reborn“, einem von Fans erstellten Remake. Angesichts der Aufmerksamkeit, die es erregte, erhielt das Team einen Anruf direkt von Capcom, das es 2015 offiziell in sein Hauptquartier in Osaka einlud. Sie forderten Invader Studios auf, die Entwicklung des Spiels einzustellen, was zu dessen Abbruch führte. Später wurde das Spiel in Daymare: 1998 umbenannt.

## Veröffentlichung
Das Spiel erschien am 17. September 2019 auf Steam und am 28. April 2020 auf PlayStation 4 und Xbox One. Der Publisher der Konsolen-Version war Destructive Creations.

## Rezeption
Daymare: 1998 erhielt überwiegend durchschnittliche Kritiken. IGN gab dem Spiel 6,8 von 10 Punkten und sagte, dass es sich um ein schwieriges Spiel handelt. Zudem versuche das Spiel dem Hype und den Ambitionen seiner Entwickler gerecht zu werden und gleichzeitig sehr gute Ideen zu präsentieren, die größere Aufmerksamkeit verdienten. Multiplayer.it stellte fest, dass „Daymare: 1998“ ein gut gemachtes Survival-Horror-Spiel ist, jedoch leidet das Spiel durch sein geringes Budget. Eurogamer vergab 7 von 10 Punkten und gab an, dass sich der Titel eher an Hardcore-Fans von „Resident Evil“ richtete.